# Silvia Hindorff
Silvia Hindorff (* 27. Juni 1961 in Sebnitz, nach Heirat Silvia Hafemeister) ist eine ehemalige deutsche Gerätturnerin. Ihr Heimatverein war der SC Leipzig.
Silvia Hindorff besuchte die Kinder- und Jugendsportschule in Dresden. Nachdem sie 1975 bei der Spartakiade am Schwebebalken gewonnen hatte, wechselte sie zum SC Leipzig, wo sie bei Helmut Gerschau trainierte. 1978 gewann sie die DDR-Meistertitel im Bodenturnen und am Stufenbarren. Bei den Weltmeisterschaften 1978 in Straßburg belegte sie im Mehrkampf den elften Platz und gewann mit der Mannschaft die Bronzemedaille. Am Boden erreichte sie das Einzelfinale und belegte dort den fünften Platz. Durch einen Wechsel im Austragungsrhythmus fanden 1979 erneut Weltmeisterschaften statt, bei den Wettkämpfen in Fort Worth belegte Hindorff im Mehrkampf den 15. Platz und gewann erneut Bronze im Mannschaftswettbewerb. Ihre dritte Bronzemedaille mit der Mannschaft gewann sie bei den Olympischen Spielen 1980 in Moskau, im Mehrkampf erreichte sie Rang 21.
Silvia Hindorff absolvierte ein Studium an der Leipziger DHfK und war nach ihrer Karriere Trainerin beim SC Leipzig, später arbeitete sie als Physiotherapeutin. Ihr Sohn Sven Hafemeister gehörte im Juniorenbereich zur Mannschaft des Deutschen Ringerbundes und wechselte später zum Wrestling.